# لانفيتلو (أنغلزي)
لانفيتلو (أنغلزي) (بالإنجليزية: Llanfaethlu)‏ هي منطقة سكنية تقع في المملكة المتحدة في .